# Semitom
Um semitom ou meio-tom é o menor intervalo entre duas notas musicais da escala diatônica. O tamanho exato de um semitom (em relação às frequências) dependerá do temperamento que é utilizado. O intervalo de segunda menor é considerado fortemente dissonante.
Um semitom corresponde à diferença de altura entre duas teclas adjacentes do piano (uma branca e a preta adjacente, ou duas brancas quando não há uma preta entre elas). Também é o intervalo entre duas notas produzidas ao apoiar o dedo sobre duas casas adjacentes na mesma corda de uma guitarra, por exemplo.
Os exemplos sonoros abaixo mostram um intervalo de um semitom melodicamente (duas notas em sequência) e harmonicamente (as duas notas simultaneamente.

## Semitons cromáticos e diatônicos
Se um semitom é anotado como duas notas baseadas no mesmo grau da escala, com uma das notas sendo modificada por um acidente (como no exemplo ao lado - Lá e Lá#), então o semitom é chamado de cromático. 
Se por outro lado ele é anotado como duas notas baseadas em graus adjacentes (como no exemplo ao lado - Mi e Fá), então o semitom é chamado diatônico. 
Um semitom diatônico pode ser chamado de segunda menor, enquanto que um semitom cromático é às vezes chamado de uníssono aumentado. Note que um semitom cromático Fá-Fá#, por exemplo, é sonoramente equivalente ao semitom diatônico Fá-Sol♭. A escolha entre uma forma ou outra de notação depende do estilo musical. Os intervalos diatônicos são usados na música tonal, enquanto que os  intervalos cromáticos são mais usados na música atonal ou em cromatismos.

## O tamanho de um semitom
No sistema de afinação conhecido como temperamento igual, todos os doze semitons que formam uma escala cromática têm exatamente 1/12 de uma oitava e qualquer intervalo diatônico pode ser expresso como um número equivalente de semitons. Por exemplo uma quinta justa tem exatamente 7 semitons. No temperamento igual, um tom é igual a dois semitons.
Os termos tom e semitom são usualmente usados juntos para expressar intervalos. Por exemplo, a quarta justa tem 5 semitons ou 2 tons e meio. Em sua forma abreviada podemos usar esses termos para expressar as diferenças de altura entre as notas sucessivas de uma escala. Por exemplo, a escala maior pode ser expressa pela sequência de intervalos T-T-S-T-T-T-S, onde T significa tom e S, semitom.

### Relação matemática do semitom
Considerando o temperamento moderno, na música, todos os intervalos são logarítmicos. Uma nota uma oitava acima de outra tem exatamente o dobro da frequência da primeira. Portanto, neste sistema, a relação entre duas frequências separadas por um semitom é igual a {\displaystyle 1:2^{1/12}}  ou {\displaystyle 1:{\sqrt[{12}]{2}}}.
Em outras palavras, se tomarmos uma frequência como referência, por exemplo o Lá acima do Dó central do Piano que se convencionou afinar em 440Hz e multiplicarmos esta frequência por {\displaystyle 2^{1/12}}, teremos a frequência de 466.163 Hz, correspondente ao Lá# no sistema bem temperado. Se por outro lado dividirmos a frequência original pelo mesmo fator, teremos a nota reduzida de um semitom, ou seja o Lá♭, com frequência de 415.304 Hz.
Podemos obter a relação de frequências de qualquer intervalo no sistema de temperamento igual, simplesmente elevando a relação de um semitom pelo número de semitons do intervalo. Uma quinta justa, que possui 7 semitons, tem uma relação de frequências de {\displaystyle 1:({\sqrt[{12}]{2}})^{7}}. Uma oitava  possui 12 semitons e tem uma relação de 1:2, pois se multiplicarmos a primeira frequência por este fator doze vezes sucessivamente (doze semitons), obteremos uma frequência exatamente igual ao dobro da inicial: {\displaystyle ({\sqrt[{12}]{2}})^{12}=2}. 
Em sistemas que não utilizam o temperamento igual, tal como a escala pitagórica, baseada puramente em relações inteiras de frequências e na série harmônica, a oitava não é dividida em 12 semitons iguais e consequentemente os semitons representam relações matemáticas diferentes. Em geral neste sistema o intervalo de um semitom representa uma relação de frequências de 15:16.
Neste caso um Lá# seria 440 Hz * 16/15 = 469.33 Hz e um Lá♭ teria 440 Hz * 15/16 = 412.5 Hz.
No sistema bem temperado os semitons de uma mesma escala podem ter relações intervalares ligeiramente diferentes entre si.